# Halálos fegyver
A Halálos fegyver (eredeti cím: Lethal Weapon) 1987-ben bemutatott amerikai akciófilm, melyet Richard Donner rendezett. A főszerepekben Mel Gibson és Danny Glover látható. A történet középpontjában két nagyon eltérő habitusú rendőrnyomozó áll, akiknek félre kell tenniük nézeteltéréseiket, hogy elkapjanak egy drogcsempész bandát.
A film nagy sikert aratott, meghatározó alkotás lett a maga műfajában és három folytatása készült. 1988-ban Oscar-díjra jelölték a „legjobb hang” kategóriában.

## Cselekmény
A film főhősei két Los Angelesi rendőr, Martin Riggs őrmester és Roger Murtaugh őrmester, akik egy, a film elején látszólag öngyilkosságot elkövető lány ügye során találkoznak. Riggs zaklatott, labilis idegállapotú férfi, mióta a felesége nemrég autóbalesetben meghalt. Azóta iszik, dohányzik és öngyilkos gondolatai vannak. Murtaugh ezzel szemben szép családjával él nyugodtan, akik fel is köszöntik ötvenedik születésnapja alkalmából. Aggodalma egyedül szép kamaszlánya, Rianne miatt van. Találkozása új társával nem túl sikeres: Riggs-et bűnözőnek nézve a rendőrségen le akarja tartóztatni, de az hamar ártalmatlanítja. Így tudja meg, hogy vele kell ezután együtt dolgoznia. Azt is megtudja, hogy újdonsült társa is volt katona Vietnámban és különleges képességekkel felvértezve különféle módon képes puszta kézzel embert ölni. Így tulajdonképpen ő a címben is szereplő halálos fegyver. A nyugodt élethez szokott Murtaugh persze nem örül egy ilyen heves, kiszámíthatatlan társnak, pláne miután rájön, hogy társa a saját életét is kockára téve intézkedik. Riggs egy alkalommal beismeri neki, hogy pont a szolgálata, a veszélyes fellépések tartják vissza az öngyilkosságtól, hisz ilyen esetekben könnyen meghalhat, nem kell ezt saját magának megtennie. A kalandok hatására azonban lassacskán csak összeszoknak.
Miután nyomozni kezdenek az öngyilkos lány ügyében, Murtaugh rájön, hogy az áldozat Amanda Hunsaker, egy régi vietnámi katonatársa, Michael Hunsaker lánya. Nemsokára arra is rájönnek, hogy az ügy hátterében egy volt CIA kommandósokból álló kábítószerbanda áll, akiknek Hunsaker is dolgozott. A lányát figyelmeztetésül ölték meg és Murtaugh kamaszlányát is elrabolják, hogy kicseréljék vele és megtudják tőle, mennyit tud a dologról. A kér rendőr ellentámadásba lendül, de a cserénél felállított kelepce nem sikerül és mindketten fogságba esnek. A banda búvóhelyén kínvallatásnak vetik alá őket, de Riggs rövidesen kiszabadítja magát és halomra mészárolva a bűnözőket Murtaugh-t és Rianne-t is kiszabadítja. Ezután Murtaugh a banda vezérét, Peter McAllister tábornokot veszi üldözőbe, aki kocsival menekül, de miután a sofőrjét az őrmester egy jól irányzott lövéssel megöli, a kocsija egy busszal ütközve felborul, majd vele együtt felrobban. Riggs a tábornok "jobbkezét", Mr. Joshuát üldözi, akivel gépfegyveres tűzpárbajt vív az utcán, majd az egy kocsit ellopva Murtaugh házához hajt. Ott azonban senkit nem talál, viszont Riggs és Murtaugh rajtaüt, mert ez is kelepce volt és ezúttal sikeres. Ezt követően letartóztatják, Riggs viszont felajánlja, mint egykori kommandós, hogy küzdjön meg vele kézitusában. Joshua örömmel elfogadja a kihívást és megverekednek Murtaugh előkertjében. Egymást összevissza verve végül Riggsnek sikerül egy fojtófogással felülkerekednie ellenfelén. Ezután most már valóban le akarják tartóztatni, de Joshua nem vált harcképtelenné és a letartóztató rendőr fegyverét megragadva Riggsre és Murtaugh-ra támad, de azok gyorsabbak és mindketten a saját fegyverükkel agyonlövik. Néhány nappal később Riggs meglátogatja Murtaugh-t és egy pisztolygolyót visz ajándékba, ezzel tudatva, hogy már nem akarja eldobni az életet. Murtaugh pedig beinvitálja a karácsonyi vacsorára, mondván a felesége "ehetetlen" pulykáját nem hajlandó egyedül megenni.
Rendezői változat
A rendezői változatba bekerült egy rész, amiben Riggs felszed egy utcalányt azért, hogy odahaza együtt nézzék a tévét.

## Szereplők
| Szereplő                  | Színész            | Magyar hang                                          | Magyar hang                                          | Magyar hang                                          |
| Szereplő                  | Színész            | - 1. magyar változat - (készült 1989 és 1990 között) | - 2. magyar változat - (készült 1995 és 1996 között) | - 3. magyar változat - (készült 1998 és 1999 között) |
| ------------------------- | ------------------ | ---------------------------------------------------- | ---------------------------------------------------- | ---------------------------------------------------- |
| Martin Riggs őrmester     | Mel Gibson         | Lux Ádám                                             | Gáti Oszkár                                          | Sörös Sándor                                         |
| Roger Murtaugh őrmester   | Danny Glover       | Tolnai Miklós                                        | Kránitz Lajos                                        | Kránitz Lajos                                        |
| Mr. Joshua                | Gary Busey         | Csankó Zoltán                                        | Mihályi Győző                                        | Sinkovits-Vitay András                               |
| Peter McAllister tábornok | Mitchell Ryan      | Gruber Hugó                                          | Fülöp Zsigmond                                       | Szersén Gyula                                        |
| Michael Hunsaker          | Tom Atkins         | Versényi László                                      | Áron László                                          | Izsóf Vilmos                                         |
| Rianne Murtaugh           | Traci Wolfe        | Kisfalvi Krisztina                                   | Szénási Kata                                         | Somlai Edina                                         |
| Trish Murtaugh            | Darlene Love       |                                                      | Andresz Kati                                         | Bessenyei Emma                                       |
| Ed Murphy százados        | Steve Kahan        |                                                      | Melis Gábor                                          | Perlaki István                                       |
| Dr. Stephanie Woods       | Mary Ellen Trainor |                                                      |                                                      | Zsolnai Júlia                                        |

A két sztárfőszereplőn, Mel Gibsonon és Danny Gloveren kívül a két negatív főhős is ismerős lehet a filmkedvelők számára: a "főgonoszt" játszó Mitchell Ryan és a segítőjét alakító Gary Busey számos mozi és tévéfilmben nyújtott kisebb-nagyobb szerepekben emlékezetes alakítást. A Riggs és Murtaugh főnökét alakító Steve Kahannek pedig a mind a négy filmet rendező Richard Donner az unokatestvére. Részben ezért is alakítja ő mindegyik részben Murphy kapitányt, de Donner más filmjeiben is felbukkan. Mary Ellen Trainor is szerepel mind a négy filmben rendőrségi pszichológusként, később humorforrásként is használva karakterét.

## Kiadások itthon
Magyarországon a film a feliratos moziforgalmazás után VHS-en jelent meg,  az évek alatt háromféle szinkront is készítettek hozzá a tévék és kiadók. Először az Intervideo, aztán a Magyar Televízió, végül a DVD-n a rendezői változat szinkronos kiadását is megjelentető Forum Home Entertainment. Korábban a film a folytatásaival együtt már megjelent DVD-n feliratosan, de ezek a kereskedelmi kiadások az egyetlenek, amelyeken a filmek szinkronosan is megtekinthetők. Igaz, időközben a Forum Home Entertainment már megszűnt többek közt a filmeket is készítő Warner Bros. filmek hazai forgalmazója lenni, de a jogutódnál ugyanezek a kiadások található meg. Előnyük, hogy a pluszjelenetek is rendesen le lettek szinkronizálva.

## Filmzene
- „Lethal Weapon” – Honeymoon Suite
- „Jingle Bell Rock” – Bobby Helms

A filmhez eredeti zenét Michael Kamen és Eric Clapton készítette. A két művész az egész sorozatot jegyzi zeneszerzőként.